# 長體假鰓鱂
長體假鰓鱂，為輻鰭魚綱鯉齒目鰕鱂亞目鰕鱂科的其中一種，為熱帶淡水魚，被IUCN列為易危保育類動物，分布於非洲肯亞東部Manjema與Kombeni河流域，體長可達6公分，棲息在沼澤、池塘底中層水域，生活習性不明，可作為觀賞魚。

## 擴展閱讀
維基物種上的相關：長體假鰓鱂